# 金融機関の信託業務の兼営等に関する法律
金融機関の信託業務の兼営等に関する法律（きんゆうきかんのしんたくぎょうむのけんえいとうにかんするほうりつ、昭和18年3月11日法律第43号）は、銀行その他の金融機関が信託業等を営むことに関する日本の法律である。通称兼営法（けんえいほう）、信託業務兼営法（しんたくぎょうむけんえいほう）。
銀行その他の金融機関は金融業を営んでおり、信託業等を営むことは兼営となり、この法律も「兼営法」と呼ばれることが多い。商号に信託銀行の字句が含まれる銀行は必ずこの兼営法による認可を受けて営業しているが、商号に信託銀行の字句が含まれない銀行やその他の金融機関もこの兼営法による認可を受けて信託業等を営んでいることがある。銀行その他の金融機関が信託業等を営むときは、信託業法ではなく、この兼営法による。

## 法令名の沿革
この法律の件名・題名の沿革は、次の通りである。
昭和18年3月11日法律第43号 制定
「普通銀行等ノ貯蓄銀行業務又ハ信託業務ノ兼営等ニ関スル法律」（制定件名）
平成4年6月26日法律第87号 一部改正
「金融機関ノ信託業務ノ兼営等ニ関スル法律」（件名改正）
平成18年12月15日法律第109号 一部改正
「金融機関の信託業務の兼営等に関する法律」（題名追加）
なおこの改正で、部分改正の形式であるが本則全体を改正し、ひらがな口語体とした。

## 概要
この法律によって、銀行その他の金融機関は、他の法律の規定にかかわらず、内閣総理大臣の認可を受けて、信託業法（平成16年法律第154号）第2条第1項に規定する信託業務（狭義の信託業務、およびいわゆる併営業務）を営むことができるとされている。
銀行その他の金融機関は、信託業法に基づいて信託業等を営むのではなく、この法律による認可に基づいて信託業等を営む。
金融機関は、次に掲げるものが対象である（金融機関の信託業務の兼営等に関する法律施行令
（平成5年3月3日政令第31号）第2条）。
- 銀行
- 長期信用銀行
- 商工組合中央金庫
- 信用金庫
- 労働金庫
- 信用協同組合
- 農林中央金庫
- 農業協同組合[注釈 1]
- 漁業協同組合[注釈 1]
- 水産加工業協同組合
- 信用金庫連合会
- 労働金庫連合会
- 協同組合連合会[注釈 1]
- 農業協同組合連合会[注釈 1]
- 漁業協同組合連合会[注釈 1]
- 水産加工業協同組合連合会

## 歴史
第二次世界大戦前までに存在した専業の信託会社は、この法律ができると普通銀行に吸収されていき、普通銀行が信託業等を兼業するようになっていった。（「信託銀行」の項目も参照のこと。）日本では、1960年（昭和35年）頃から2005年（平成17年）頃まで、専業の信託会社がなく、銀行その他の金融機関が信託業務を担ってきた。現在でも、信託業等を兼営する銀行その他の金融機関は多い。

## 構成
平成29年5月24日法律第37号改正分まで反映
- 第一章　総則（第1条―第3条）
- 第二章　業務（第4条―第6条）
- 第三章　監督（第7条―第12条）
- 第四章　指定紛争解決機関（第12条の2―第12条の4）
- 第五章　雑則（第13条―第15条）
- 第六章　罰則（第15条の2―第24条）
- 第七章　没収に関する手続等の特例（第25条―第27条）